# John MacBride
Pour les articles homonymes, voir MacBride.
John MacBride, né le 7 mai 1868 à Wesport et mort le 5 mai 1916  à la prison de Kilmainham, est un républicain irlandais, exécuté en 1916 pour sa participation à l'insurrection de Pâques.

## Biographie
Il avait participé à la seconde guerre des Boers contre les Anglais, et il épousa l'actrice Maud Gonne dont il eut un fils, Seán MacBride.